# Albin Killat
Albin Killat (* 1. Januar 1961 in München) ist ein ehemaliger deutscher Wasserspringer.
Er war Mitglied beim SV Münchener Sportclub 100.
Neben seinen 45 Deutschen Meisterschaften in unterschiedlichen Disziplinen (1- und 3-Meter-Brett, Turm und Kombination) gehört der Gewinn der Goldmedaillen vom 3-Meter-Brett bei den Schwimmeuropameisterschaften 1987 in Straßburg und 1991 in Athen zu seinen größten Erfolgen. Bereits 1985 hatte er in Sofia Bronze vom 10-Meter-Turm errungen. Bei den Weltmeisterschaften 1991 in Perth gewann er die Bronzemedaille vom 3-Meter-Brett.
Killat nahm an drei Olympischen Spielen teil, erlangte jedoch keine Medaille: 1984 in Los Angeles belegte er Platz fünf im Turmspringen und Platz sieben vom 3-Meter-Brett, 1988 in Seoul wurde er Vierter vom 3-Meter-Brett und 1992 in Barcelona beendete er den Wettbewerb vom 3-Meter-Brett als Zehnter.